# Várzea do Poço
Várzea do Poço é um município brasileiro do estado da Bahia. Sua área territorial atual é de 206,478 km².